# Anthony David Brighty
Anthony David Brighty, CMG, CVO (* 7. Februar 1939) ist ein ehemaliger britischer Diplomat.
Brighty studierte am Clare College an der University of Cambridge und trat 1961 in den Auswärtigen Dienst. Er heiratete 1963 Diana Porteous.
1963 wurde er in Brüssel beschäftigt, 1964 in Havanna. 1969 verließ Brighty den Staatsdienst und arbeitete bis 1971 bei S. G. Warburg & Co. Er kehrte dann wieder ins Foreign and Commonwealth Office zurück und wurde in Saigon und bei der britischen Mission bei den Vereinten Nationen eingesetzt. Von September 1983 war er Botschaftsrat in Lissabon. Am 31. Dezember 1983 wurde er als Companion in den Order of St. Michael and St. George aufgenommen. Von 1989 bis 1991 war Brighty Botschafter in Havanna, von 1991 bis 1994 Botschafter in Prag. Bis zu seinem Eintritt in den Ruhestand im Jahre 1998 war er Botschafter in Madrid.